# Rudolf Baumbach
Rudolf Baumbach, född 28 september 1840, död 21 september 1905, var en tysk skald. Han var bror till Karl Baumbach.
Sin första litterära framgånga hade Baumbach med den romantiska versberättelsen Zlatorog (1877), som året efter följdes av Lieder eines fahrenden Gesellen, och senare ett flertal andra diktsamlingar.